# Регин
Регин (рум. Reghin, мађ. Szászrégen) град је у Румунији. Он се налази у средишњем делу земље, у историјској покрајини Трансилванија. Регин је други по важности град округа Муреш.
Регин је према последњем попису из 2002. године имала 36.126 становника.

## Географија
Град Регин налази се у средишњем делу историјске покрајине Трансилваније, око 120 km источно до Клужа.
Регин се налази у котлини реке Мориш. Источно од града издижу се Карпати, а западно се пружа бреговито подручје средишње Трансилваније.

## Становништво
У односу на попис из 2002, број становника на попису из 2011. се смањио.
| 1966.  | 1977.  | 1992.  | 2002.  | 2011.  |
| ------ | ------ | ------ | ------ | ------ |
| 23.295 | 29.903 | 39.240 | 36.023 | 33.281 |

Матични Румуни чине већину градског становништва Регина (65%), а од мањина присутни су Мађари (29%) и Роми (5%). Мађари су почетком 20. века чинли око 70% градског становништва. До средине 20. века у граду су били бројни и Јевреји и Немци.

## Партнерски градови
- Ерд
- Бур ла Рен
- Нађкереш
- Vianen
- Унгени

## Галерија
- Градска кућа
- Римокатоличка црква
- Лутеранска црква